# Carlo Tami
Carlo Tami (* 13. August 1898 in Monteggio; † 28. September 1993 in Lugano) war ein Schweizer Architekt.

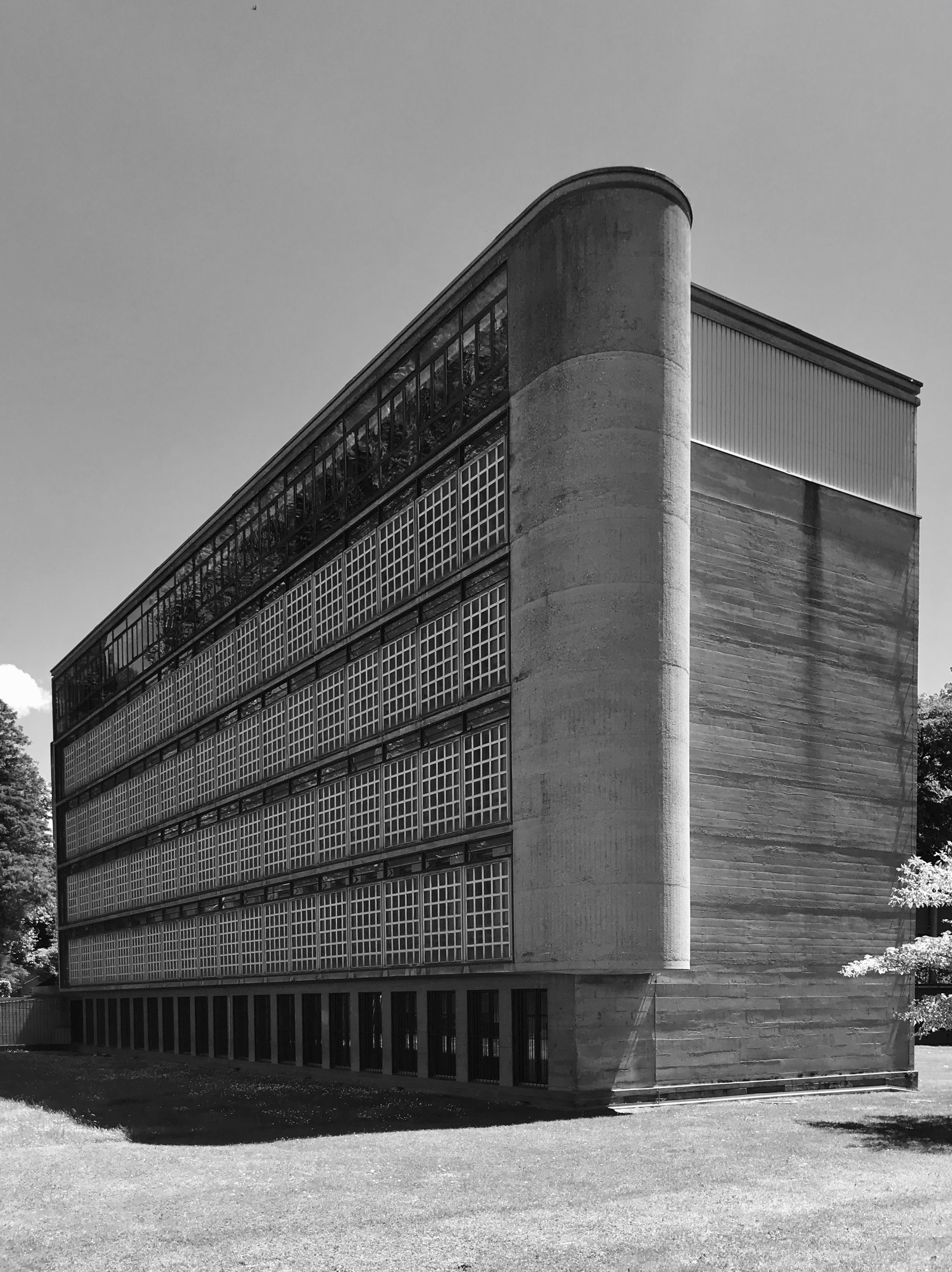
Kantonsbibliothek Tessin, Lugano

## Werdegang
Carlo Tami wurde 1898 als Sohn von Giuseppe Tami geboren. Nach einer Maurerlehre studierte er Architektur an der Accademia di Brera in Mailand.
Tami zählt neben seinem Bruder Rino, Peppo Brivio und Franco Ponti zu den Vertretern der ersten Generation der „Tessiner Schule“.
Carlo Tami war der Bruder des Architekten Rino Tami (1908–1994). Seine Frau war Pia Carla Luigia Fumagalli.

## Bauten

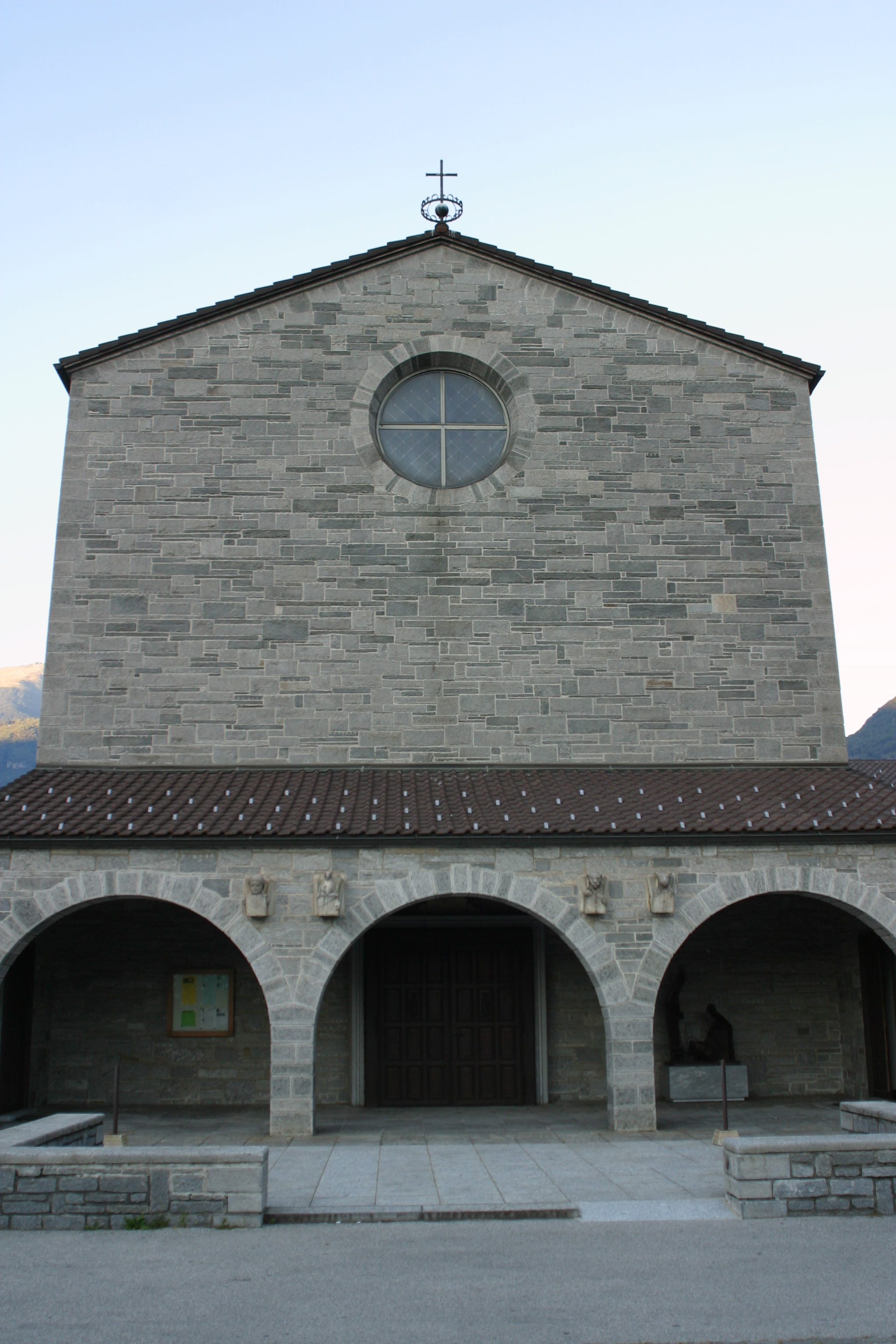
Sacro Cuore, Bellinzona

In Arbeitsgemeinschaft mit Rino Tami:
- 1936: Kirche Sacro Cuore, Bellinzona
- 1940: Kantonsbibliothek Tessin, Lugano[4]
- 1945: Elektrizitätswerk Lucendro, Albinengo
- 1952: Wohnhaus – via Motta 28, Lugano
- 1954: Wohnblock Solatia und Anta, Lugano[5]
- 1973: Erweiterungsbau der Kantonsbibliothek, Lugano

## Ehrungen
- Kirche Sacro Cuore Bellinzona Kulturgut der Stadt Bellinzona
- Kantonsbibliothek Tessin ist Kulturgut der Stadt Lugano